# Krimo Rebih
 (mars 2021).
Si vous disposez d'ouvrages ou d'articles de référence ou si vous connaissez des sites web de qualité traitant du thème abordé ici, merci de compléter l'article en donnant les références utiles à sa vérifiabilité et en les liant à la section « Notes et références ».
Abdelkrim Ben Rebih (en arabe : عبد الكريم بن ربيح) dit Krimo Rebih (en arabe : كريمو ربيح) est un footballeur algérien né le 1er mai 1932 à la Casbah et mort le 6 octobre 2012 à Alger. Il évoluait au poste d'attaquant.

## Biographie
Krimo naît le 1er mai 1932 à la Casbah. Il commence sa carrière à l'Idéal d'Alger en 1946. De 1948 à 1952, il joue à l'USM Alger. Appelé au service militaire en France, il porte les couleurs de Belfort et de Limoges dans des clubs d'entreprise. 
En 1956, il se rend en Libye pour servir le club d'Al-Ittihad Tripoli. Mais c'est avec le CS Hammam Lif en Tunisie, qu'il se révèle. Il est un élément clé de la formation menée par la famille Bey. Il est un des joueurs de l'équipe de l'ALN,  la devancière de l'équipe du FLN. 
À l'indépendance de l'Algérie, il signe en faveur de l'USM Alger. Il ne quitte le club qu'en 1970, à l'âge de 38 ans.
Il meurt le 6 octobre 2012.

## Palmarès
| CS Hammam Lif - Championnat de Tunisie (1) : - Champion : 1954-55. US Tunis - Coupe Hédi Chaker (1) : - Vainqueur : 1959. |  | USM Alger - Championnat d'Algérie (1) : - Champion : 1962-63. |